# Matrix Reloaded
Matrix Reloaded (The Matrix Reloaded) è un film del 2003 scritto da Lana e Lilly Wachowski (creditate nel film come Andy e Larry Wachowski).
È il secondo film della serie di Matrix, uscito qualche mese prima del sequel Matrix Revolutions.

## Trama
Sei mesi dopo la rivelazione di Neo quale Eletto, gli umani ribelli continuano a lottare contro le macchine, per la definitiva liberazione della specie umana. Guidati dallo stesso Neo, essi percepiscono l'inasprirsi della battaglia quando scoprono i piani delle macchine di distruggere Zion (nel centro della Terra) aprendosi la strada con trivelle. Viene emanato un ordine generale di ritornare a Zion per fermare l'avanzata delle macchine nel mondo esterno, ma chi crede nell'Eletto ignora l'ordine e si tiene fuori dalla cittadella per potersi connettere costantemente a Matrix, nella speranza di importanti comunicazioni dall'Oracolo.
Neo, oltre ai suoi già immensi poteri, sviluppa anche la "veggenza" (la capacità di acquisire, attraverso una percezione extrasensoriale, conoscenza di eventi, luoghi o oggetti, che possono essere nascosti oppure lontani nel tempo o nello spazio); i suoi sogni sono tormentati dall'immagine di Trinity che muore nel mondo virtuale. Durante un incontro con l'Oracolo, in effetti, gli viene detto che dovrà "comprendere" una scelta che, in cuor suo, lui ha già fatto. Le due possibilità tra cui scegliere sono salvare Trinity dalla morte o fermare le macchine. Nel frattempo Neo viene attaccato dai nuovi Agenti di Matrix (gli Agenti Thompson, Johnson e Jackson) che, seppur potenziati, si dimostrano ugualmente meno potenti di Neo.
L'Agente Smith, ormai non più un vero Agente, è divenuto un programma rinnegato alla stregua di un virus informatico, sfuggito alla cancellazione da Matrix (un programma obsoleto o fallito viene scartato ed eliminato) e dotato di nuovi poteri conferitigli involontariamente da Neo, tra cui il libero arbitrio e l'autoduplicazione autonoma.
Neo viene attaccato da un enorme numero di cloni dell'Agente Smith, sfuggendo loro. Nel frattempo, Smith si è sovrascritto anche a Bane, uno degli utenti liberati dal mondo virtuale, infettandone la mente nel mondo reale, e questo fatto gli dà la possibilità di uscire nel mondo esterno, dentro il corpo ospite. Smith, usando il corpo di Bane, prima cerca di uccidere Neo mentre con gli altri si accinge a ripartire da Zion, poi al briefing degli equipaggi suggerisce di mettersi alla ricerca della Nabucodonosor, ma viene bloccato dal capitano dello stesso Bane, che non intende seguire i "vaneggiamenti" di Morpheus e dell'Eletto lasciando indifesa Zion.
Neo, in seguito, scopre l'esistenza di una porta ("backdoor") in un palazzo che permetterebbe all'Eletto di raggiungere la Sorgente (il Mainframe di Matrix, la sua scheda madre) sfuggendo ogni controllo. Allo scopo cerca di raggiungere il Fabbricante di chiavi, un programma rappresentato da un anziano asiatico difeso dal Merovingio e da sua moglie Persephone, due programmi della prima versione di Matrix sopravvissuti ad ogni distruzione e riavvio del programma confinati in un ambiente nascosto perché ormai vecchi ed obsoleti. Morpheus, Neo e Trinity riescono, dopo durissimi scontri con il Merovingio, a liberare il Fabbricante di chiavi che consegna la chiave della Sorgente a Neo poco prima di essere terminato dall'agente Smith.
Neo entra all'interno della porta di luce, ma nel frattempo Trinity è rimasta intrappolata all'interno di Matrix per via di un Agente potenziato che la tiene sotto scacco. Neo incontra l'Architetto, che gli espone la realtà dei fatti: il rifiuto istintivo degli umani ad adeguarsi mentalmente al sistema Matrix è stato il motivo dei continui reboot dello stesso, per questo lui, che creò la prima fallimentare versione del programma (rigettata dalla psiche degli esseri umani perché troppo paradisiaca e irreale), dovette creare la versione definitiva di Matrix con l'aiuto dell'Oracolo. Matrix è molto più vecchia di quello che Neo crede e, prima di Neo, è stata "ricaricata" per ben cinque volte, in ognuna delle quali esistevano corrispondenti "Eletti": ognuno di loro è arrivato a incontrare l'Architetto, facendosi portatore del codice originale che consentiva di ricaricare Matrix ed evitando in questo modo il crash irreversibile del sistema.
Per ridurre tale fenomeno, nella psiche degli uomini controllati da Matrix veniva indotta una possibilità di scelta a livello inconscio, realizzata tramite un altro programma, l'Oracolo, creato per analizzare la psiche umana. Si manteneva comunque esistente un piccolo numero di persone che rifiutavano il sistema e che andavano a popolare Zion. Per mantenere controllata entro certi limiti la ribellione, le macchine periodicamente andavano a distruggere Zion; se ciò fosse avvenuto in concomitanza con un crash del sistema, avrebbe causato la distruzione e definitiva estinzione dell'intera specie umana. Lo scopo dell'Eletto era da un lato stabilizzare il codice evitando il crash del sistema e, dall'altro lato, scegliere 23 persone all'interno di Matrix (16 femmine e 7 maschi) da salvare per ripopolare Zion. L'Architetto, infine, spiega a Neo che lui stesso, l'Eletto, si trova di fronte ad una scelta: seguire il suo obiettivo, resettare Matrix, imboccando la porta alla sua destra, oppure tornare in Matrix per salvare Trinity da morte certa, imboccando la porta alla sua sinistra. Neo sceglie di disubbidire al suo scopo originale nella speranza di salvare l'amata Trinity.
Neo vola da Trinity che, tuttavia, gli muore tra le braccia subito dopo. Tramite la manipolazione della realtà virtuale, riesce ad estrarre il proiettile dal corpo della donna ed a praticarle un massaggio cardiaco diretto ed a mani nude riportandola così in vita. In seguito i due protagonisti si disconnettono e vengono a scoprire che le sentinelle possono distruggere la loro nave tenendosi fuori dal raggio d'azione dei generatori di impulsi elettromagnetici. L'intero equipaggio della Nabucodonosor abbandona la nave hovercraft. Neo però afferma di sentire che qualcosa in lui è cambiato, e che riesce a percepire la presenza delle sentinelle. Nel preciso momento in cui una di queste sentinelle sta per scagliarsi a tutta velocità addosso a Neo, egli riesce a neutralizzarla ed a distruggerla con un impulso dalla sua mano. Anche se al momento non appare chiaro, i poteri di Neo sembrano ora estendersi anche al di fuori della struttura di Matrix.
Neo cade a terra privo di sensi. La sua squadra lo soccorre e tutti vengono salvati da una delle poche navi sopravvissute all'attacco delle sentinelle. Una volta a bordo scoprono che la battaglia con le sentinelle si è trasformata in un massacro, dato che un impulso lanciato da una delle navi per errore, ha reso gli apparati elettronici inutilizzabili, lasciando l'intera flotta alla mercé delle seppie. Dopo la battaglia viene ritrovato un unico superstite oltre a loro, Bane infettato da Smith, anch'egli privo di sensi, lasciando intuire che sia stato proprio lui a sabotare la battaglia causando la distruzione dell'intera flotta degli umani.

## Produzione

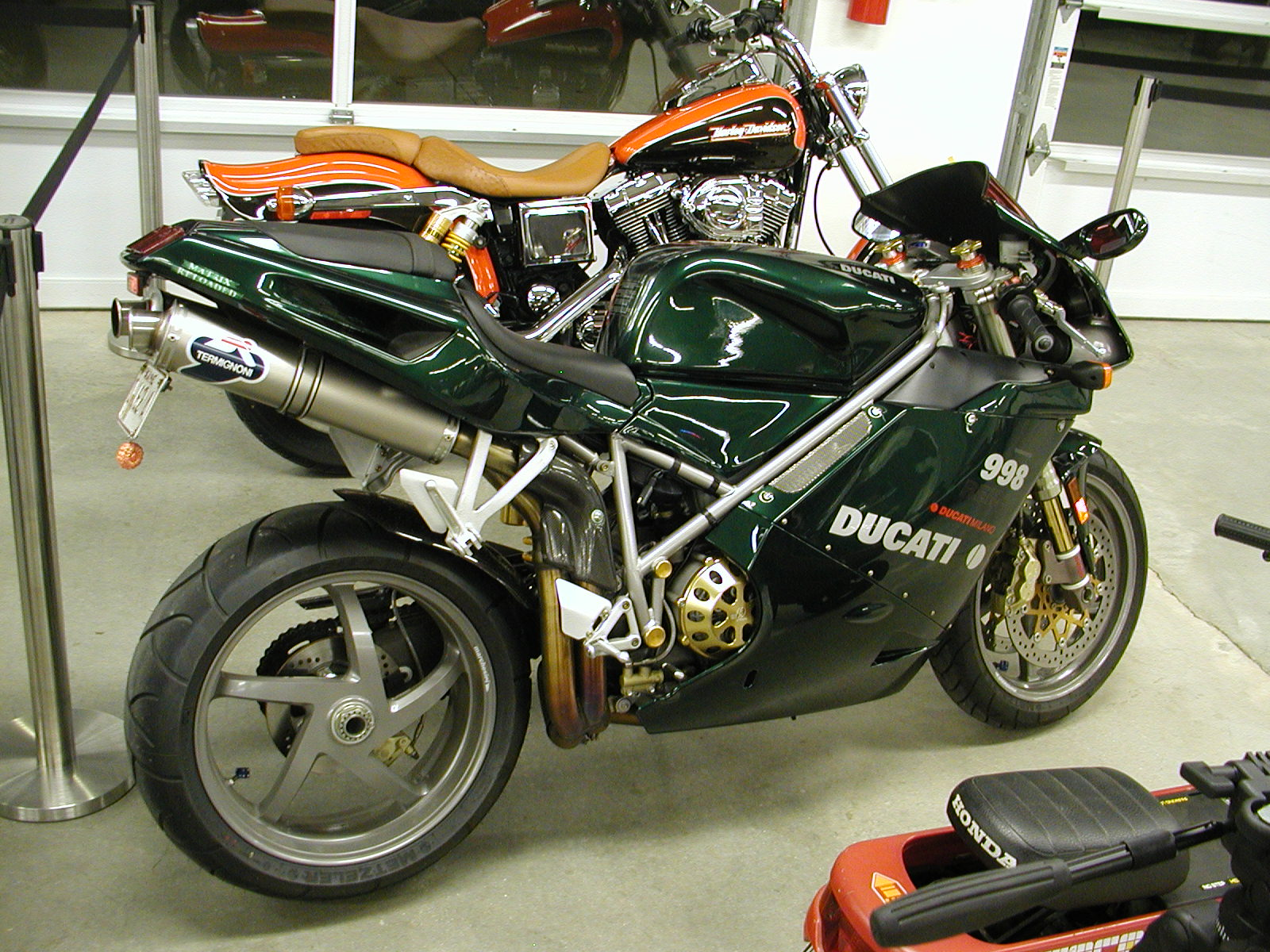
La Ducati 998 Matrix Reloaded, ispirata alla Ducati 996 guidata da Trinity nel film.

La lavorazione di questo secondo film della trilogia è stata segnata da eventi luttuosi: si sono infatti verificati in corso d'opera il decesso dell'attrice Gloria Foster, che recitava la parte dell'Oracolo (nel successivo Matrix Revolutions sarà sostituita da Mary Alice), e della cantante Aaliyah, che interpretava il ruolo di Zee e non è riuscita a completare le riprese (fu perciò successivamente sostituita da Nona Gaye).
Nel contratto per la realizzazione di questo capitolo e del successivo Matrix Revolutions, le sorelle Wachowski hanno incluso una clausola per la quale non avrebbero potuto ricevere alcuna intervista dai media.
L'auto usata da Morpheus, Trinity e il fabbricante di chiavi per scappare dai gemelli è una Cadillac CTS, la stessa usata in Bad Boys II da Will Smith e Martin Lawrence durante l'inseguimento al camion nero contenente dei cadaveri. Nella sequenza in autostrada, Trinity guida una Ducati 996 con una livrea speciale verde scuro, creata appositamente per il film: livrea che sarà poi replicata per una serie limitata della Ducati 998, chiamata appunto 998 Matrix Reloaded o semplicemente 998 Matrix. 
Il programma usato da Trinity per effettuare una scansione del sistema della centrale elettrica prima di accedervi è un software realmente esistente: si tratta di Nmap. 

I personaggi dei gemelli sono interpretati effettivamente da una coppia gemellare.
La produzione del secondo e del terzo film costò circa 150 milioni di dollari.

## Colonna sonora
CD1
1. Linkin Park - Session 2:23
2. Marilyn Manson - This Is the New Shit 4:20
3. Rob Zombie - Reload 4:25
4. Rob Dougan - Furious Angels (Instrumental) 5:29
5. Deftones - Lucky You 4:08
6. Team Sleep - The Passportal 2:55
7. P.O.D. - Sleeping Awake 3:23
8. Unloco - Bruises 2:36
9. Rage Against the Machine - Calm Like a Bomb 4:58
10. Paul Oakenfold - Dread Rock 4:40
11. Fluke - Zion 4:33
12. Dave Matthews Band - When the World Ends (Paul Oakenfold Remix) 5:26

CD2
1. Don Davis - Main Title 1:30
2. Don Davis - Trinity Dream 1:56
3. Juno Reactor - Teahouse 1:04
4. Rob Dougan - Chateau 3:23
5. Juno Reactor - Mona Lisa Overdrive 10:08
6. Juno Reactor & Don Davis - Burly Brawl 5:52
7. Don Davis - "Matrix Reloaded" Suite 17:34

## Distribuzione
La pellicola è uscita nelle sale statunitensi il 15 maggio 2003 (dopo una première il 7 maggio a Westwood, un distretto di Los Angeles), mentre in quelle italiane il 23 maggio 2003.

## Accoglienza

### Incassi
Matrix Reloaded guadagnò 37 milioni e mezzo di dollari durante il primo giorno nei cinema, registrando il secondo maggiore incasso per un film nel suo giorno di apertura dopo Spider-Man. In seguito stabilì il record per il più alto fine settimana di apertura con 134 milioni in quattro giorni. 
Il film, comprese le successive riedizioni, ha incassato 281576461 $ negli Stati Uniti e 460271476 $ all'estero, per un totale di 744483161 $ in tutto il mondo, superando il capitolo precedente. Fu il terzo più alto incasso del 2003.

### Critica
Il film fu accolto in maniera positiva ma ritenuto inferiore rispetto al primo. Il sito Rotten Tomatoes gli ha dato una valutazione pari a 74% basandosi su 244 recensioni, con un punteggio medio di 6.8/10. Su Metacritic ha invece un punteggio di 62 basato su 40 recensioni. Entertainment Weekly lo ha inserito nella lista dei 25 peggiori sequel mai realizzati.

## Videogioco
Nel videogioco Enter the Matrix viene lasciata al giocatore la possibilità di impersonare Niobe e Ghost nella loro missione per trovare e salvare Morpheus.
Nel videogioco Daxter, invece, esiste un livello (presente tra i vari livelli/sogni che sono giocabili andando sul letto della stanza di Daxter) ispirato al combattimento avvenuto tra Neo e l'agente Smith all'interno del cortile. Dopo aver completato il livello, Daxter dirà "Sono Maestro di Kung Fu!" e imparerà una nuova mossa con il suo scacciamosche elettrico.

## Riconoscimenti
- Teen Choice Awards
  - 2003 – Teen Choice Award for Choice Movie - Action